# Бошко Симонович
Бошко Симонович (сербохорв. Boško Simonović / Бошко Симоновић, 12 лютого 1898, Шид — 5 серпня 1965, Белград) — югославський футболіст, що грав на позиції воротаря. По завершенні ігрової кар'єри — арбітр, спортивний функціонер і тренер, наставник збірної Югославії на чемпіонаті світу 1930 року.

## Біографія
Бошко Симонович був за професією архітектором, проте прославився у світі спорту, головним чином на тренерському терені. Будучи гравцем, виступав на позиції воротаря, грав за клуби «Српскі мач» та БСК «Белград».
У 1923 році став першим футбольним арбітром Югославії, що обслуговував міжнародний матч (між «Бухарестом» і БСК в Румунії). Був змушений залишити суддівську кар'єру, отримавши важкі переломи ніг під час занять санних спортом.
У клубі БСК займав різні посади, починаючи з 1919 року. Також займався журналістською і підприємницькою діяльністю, був редактором декількох югославських спортивних видань, а також засновником «Спортивного дневника», першої щоденної спортивної газети в Югославії.
Його тренерським дебютом став пост наставника клубу «Воєводина» в 1929 році.
У період з 1930 по 1940 роки неодноразово займав пост тренера національної збірної Югославії, керував командою на цьому посту загалом у 43 іграх (серед яких були ігри Балканського кубка і першого чемпіонату світу). Найбільш відомий по роботі зі збірною на чемпіонаті світу 1930 року, на якій разом зі збірною йому вдалося досягти стадії півфіналу.
В кінці життя почав роботу по збору матеріалу з написання історії югославського футболу, проте не зумів завершити розпочате. У фільмі Монтевідео: Божественне бачення, присвяченому виступу югославської команди на першому чемпіонаті світу з футболу, його роль виконав Небойша Ілич.
Помер 5 серпня 1965 року на 68-му році життя у місті Белград.

## Титули і досягнення
- Бронзовий призер чемпіонату світу: 1930